# Wenceslao Fernández de la Vega Lombán
Wenceslao Fernández de la Vega y Lombán (Vegadeo, 1909 - Madrid, 23 de marzo de 1997) fue un abogado, inspector del trabajo español, y delegado de Trabajo durante la Segunda República y el Franquismo, en Albacete (1937-9) y Zaragoza (1955-63), respectivamente, Medalla al Mérito en el Trabajo (1971).
Fue padre de María Teresa Fernández de la Vega, Vicepresidenta del Gobierno de España (2004-2010).

## Vida
Hijo de Wenceslao Fernández de la Vega y Pasarín, médico, y de María de los Dolores Lombán Cotarelo.
Ingresó en la Inspección de Trabajo el 8 de junio de 1936. Fue nombrado por las autoridades republicanas Delegado Provincial de Trabajo de segunda categoría de Albacete el 16 de febrero de 1937, siendo ministro Anastasio de Gracia (PSOE). Al término de la guerra civil española fue depurado por Orden publicada en el BOE de 22 de enero de 1940, de acuerdo a la ley de Responsabilidades Políticas, siendo Ministro de Agricultura Joaquín Benjumea Burín. La sanción fue revocada en el BOE del 8 de mayo de 1949, pero se penó con la imposición de traslado forzoso con prohibición de solicitar cargos vacantes durante un año, y la postergación por dos años de inhabilitación para el desempeño de puestos de mando y confianza.
El 11 de noviembre de 1955, Francisco Franco, a propuesta de su ministro de Trabajo, el falangista radical José Antonio Girón de Velasco lo nombra Delegado Provincial de Trabajo de Zaragoza.
Fue cesado en 1963, pocos meses después del caída del ministro Fermín Sanz-Orrio y Sanz -sucesor de Girón de Velasco- y su sustitución por el tecnócrata Jesús Romeo Gorría.
Fue condecorado con la Medalla al Mérito en el Trabajo (con categoría de plata y ramas de roble) en el 32.º aniversario del "Alzamiento Nacional", el 18 de julio de 1971.
Falleció en Madrid el 23 de marzo de 1997, celebrándose el funeral el 9 de abril en el Convento de Nuestra Señora de las Maravillas.

## Familia
Estuvo casado con Elena Sanz Reig, con quien tuvo dos hijos: Jesús y María Teresa Fernández de la Vega, Secretaria de Estado de Justicia (1994-6), diputada por el PSOE (1996-10) y Vicepresidenta primera del Gobierno, ministra de la Presidencia y Portavoz del Gobierno entre el 18 de abril de 2004 y el 21 de octubre de 2010.
Su hermano, Virgilio Fernández de la Vega y Lombán, farmacéutico, fue vocal del Consejo Superior de Fomento durante la monarquía alfonsina y diputado a Cortes por Lugo durante la Segunda República y la Guerra Civil (1936-9), como miembro de Acción Gallega.